# 程迎峰
程迎峰（1957年5月—），安徽黄山人，汉族，1985年3月加入中国共产党，中华人民共和国政治人物、第十一届全国人民代表大会安徽地区代表。
1980年，毕业于黄山学院中文系汉语言文学专业。历任共青团休宁县委书记，黟县副县长、县长、县委书记，屯溪区委书记，黄山市委常委、政法委书记，黄山风景区管委会党委书记。2011年9月，任黄山市委副书记。2013年1月，当选黄山市人大常委会主任。2020年6月29日，辞去黄山市人大常委会主任。
2008年起担任全国人大代表。